# Llista dels béns patrimonials del municipi de Guixers
Aquesta llista dels béns patrimonials del municipi de Guixers inclou tots els béns inclosos en el Pla Especial de Protecció del Patrimoni que es troba en el Pla d'ordenació urbanística municipal (POUM) de Guixers

## Patrimoni arquitectònic

### Conjunts arquitectònics
| Denominació            | Nucli       | Coordenades                                          | Foto              |
| ---------------------- | ----------- | ---------------------------------------------------- | ----------------- |
| Cementiri de la Corriu | La Corriu   | 42° 09′ 06″ N, 1° 39′ 13″ E / 42.151645°N,1.653749°E |                   |
| Molí de la Corriu      | La Corriu   | 42° 09′ 23″ N, 1° 40′ 44″ E / 42.156446°N,1.678981°E | Molí de la Corriu |
| Molí de la Font del Pi | Montcalb    |                                                      |                   |
| Molí de Vancells       | Sisquer     | 42° 06′ 46″ N, 1° 42′ 14″ E / 42.112642°N,1.703964°E | Molí de Vancells  |
| Molí del Guix          | Castelltort | 42° 07′ 33″ N, 1° 39′ 04″ E / 42.125910°N,1.650975°E | Molí del Guix     |
| Molí del Riu           | Valls       |                                                      |                   |

### Edificis
| Denominació                                    | Nucli        | Coordenades                                                  | Foto                                       |
| ---------------------------------------------- | ------------ | ------------------------------------------------------------ | ------------------------------------------ |
| Ajuntament de Guixers                          | Valls        | 42° 7′ 56.81″ N, 1° 39′ 58.85″ E / 42.1324472°N,1.6663472°E  | Ajuntament de Guixers                      |
| Castell de Sisquer (BCIN)                      | Sisquer      | 42° 08′ 05″ N, 1° 41′ 36″ E / 42.134830°N,1.693221°E         | Castell de Sisquer                         |
| Castell Tort + ruïnes església romànica (BCIN) | Castelltort  | 42° 07′ 38″ N, 1° 37′ 44″ E / 42.127243°N,1.628848°E         |                                            |
| Rectoria de Castelltort                        | Castelltort  | 42° 07′ 52″ N, 1° 38′ 07″ E / 42.131138°N,1.635335°E         | Rectoria de Castelltort                    |
| Rectoria de Sant Martí de la Corriu            | La Corriu    | 42° 9′ 6.116″ N, 1° 39′ 13.42″ E / 42.15169889°N,1.6537278°E |                                            |
| Rectoria de Sant Miquel de la Corriu           | La Corriu    | 42° 9′ 6.932″ N, 1° 39′ 30.48″ E / 42.15192556°N,1.6584667°E |                                            |
| Rectoria de Sisquer                            | Sisquer      | 42° 8′ 3.368″ N, 1° 41′ 29.09″ E / 42.13426889°N,1.6914139°E |                                            |
| Sant Climent de Castelltort + cementiri        | Castelltort  | 42° 07′ 39″ N, 1° 37′ 41″ E / 42.127381°N,1.628048°E         |                                            |
| Sant Esteve de Sisquer                         | Sisquer      | 42° 08′ 03″ N, 1° 41′ 28″ E / 42.134283°N,1.691223°E         | Sant Esteve de Sisquer                     |
| Sant Feliu de Guixers                          | Guixers      |                                                              |                                            |
| Sant Josep de Vancells                         | Sisquer      | 42° 07′ 07″ N, 1° 42′ 07″ E / 42.118564°N,1.701980°E         | Sant Josep de Vancells                     |
| Sant Martí de Guixers + cementiri              | Guixers      | 42° 08′ 09″ N, 1° 38′ 39″ E / 42.135871°N,1.644133°E         | Sant Martí de Guixers + cementiri          |
| Sant Martí de la Corriu                        | La Corriu    | 42° 09′ 06″ N, 1° 39′ 13″ E / 42.151714°N,1.653720°E         | Sant Martí de la Corriu                    |
| Sant Miquel de la Corriu                       | La Corriu    | 42° 9′ 6.932″ N, 1° 39′ 30.48″ E / 42.15192556°N,1.6584667°E |                                            |
| Sant Pere de Moltcalb + cementiri              | Montcalb     | 42° 09′ 02″ N, 1° 41′ 56″ E / 42.150516°N,1.698998°E         | Sant Pere de Moltcalb                      |
| Sant Serni del Grau + cementiri                | Vilamantells | 42° 08′ 01″ N, 1° 34′ 22″ E / 42.133620°N,1.572847°E         | Sant Serni del Grau + cementiri            |
| Santa Creu d'Ollers                            | Vilamantells | 42° 08′ 32″ N, 1° 35′ 12″ E / 42.142155°N,1.586784°E         | Santa Creu d'Ollers                        |
| Santa Eulàlia                                  | La Corriu    | 42° 09′ 03″ N, 1° 40′ 07″ E / 42.150800°N,1.668478°E         |                                            |
| Santa Magdalena del Collell                    | Montcalb     | 42° 08′ 44″ N, 1° 42′ 14″ E / 42.145643°N,1.703769°E         | Santa Magdalena del Collell                |
| Santa Maria de Valls + cementiri               | Valls        | 42° 07′ 58″ N, 1° 40′ 02″ E / 42.132647°N,1.667215°E         | Santa Maria de Valls + cementiri           |
| Santuari de la Mare de Déu de Puig-aguilar     | La Corriu    | 42° 09′ 20″ N, 1° 39′ 37″ E / 42.155549°N,1.660144°E         | Santuari de la Mare de Déu de Puig-aguilar |
| Torre de la Corriu (BCIN)                      | La Corriu    | 42° 09′ 36″ N, 1° 40′ 20″ E / 42.160114°N,1.672110°E         | Torre de la Corriu (BCIN)                  |

### Elements arquitectònics
| Denominació                                            | Nucli     | Coordenades                                                 | Foto                                                   |
| ------------------------------------------------------ | --------- | ----------------------------------------------------------- | ------------------------------------------------------ |
| Portada del santuari de la Mare de Déu de Puig-aguilar | La Corriu | 42° 9′ 19.62″ N, 1° 39′ 36.65″ E / 42.1554500°N,1.6601806°E | Portada del santuari de la Mare de Déu de Puig-aguilar |
| Bloc de pedra esculpit de Sant Martí de la Corriu      | La Corriu |                                                             |                                                        |

### Obra civil
| Denominació               | Nucli        | Coordenades                                                  | Foto                      |
| ------------------------- | ------------ | ------------------------------------------------------------ | ------------------------- |
| Pont de Ca n'Espingard    | Sisquer      | 42° 6′ 52.06″ N, 1° 42′ 30.91″ E / 42.1144611°N,1.7085861°E  |                           |
| Pont de Ballarà           | Castelltort  | 42° 07′ 35″ N, 1° 38′ 32″ E / 42.126456°N,1.642325°E         |                           |
| Pont de Vall-llonga       | Vilamantells | 42° 8′ 28.63″ N, 1° 35′ 5.509″ E / 42.1412861°N,1.58486361°E | Pont de Vall-llonga       |
| Pont del Molí de Bancells | Sisquer      | 42° 06′ 47″ N, 1° 42′ 16″ E / 42.112964°N,1.704580°E         | Pont del Molí de Bancells |

## Patrimoni arqueològic

### Jaciments
| Denominació                                    | Nucli        | Coordenades | Foto |
| ---------------------------------------------- | ------------ | ----------- | ---- |
| Balma de la Pollosa                            |              |             |      |
| Cal Vila                                       | Vilamantells |             |      |
| Cingles de Malagana                            | La Corriu    |             |      |
| El Reguer                                      |              |             |      |
| Els Ollessos                                   |              |             |      |
| Espluga negra                                  | Castelltort  |             |      |
| Restes arqueològiques de la Creueta            | La Corriu    |             |      |
| Necròpolis de Sant Esteve de Sisquer           | Sisquer      |             |      |
| Restes històrico arqueològiques de Castelltort | Castelltort  |             |      |
| Sant Serni del Grau                            | Vilamantells |             |      |

## Patrimoni natural

### Formacions vegetals d'interès
| Denominació                      | Nucli        | Coordenades | Foto |
| -------------------------------- | ------------ | ----------- | ---- |
| Avetosa de Sant Margarida        | Montcalb     |             |      |
| Roureda de la Corriu             | La Corriu    |             |      |
| Roureda de Sant Pere de Bancells | Sisquer      |             |      |
| Roureda de Sòbol                 | Vilamantells |             |      |
| Roureda de Vilamantells          | Vilamantells |             |      |

### Espècimens botànics
| Denominació                  | Nucli        | Coordenades                                                   | Foto |
| ---------------------------- | ------------ | ------------------------------------------------------------- | ---- |
| Auró blanc de la Corriu      | La Corriu    | 42° 9′ 1.681″ N, 1° 38′ 21.52″ E / 42.15046694°N,1.6393111°E  |      |
| Avet de la Baga d'en Solsona | Montcalb     | 42° 9′ 52.95″ N, 1° 42′ 37.00″ E / 42.1647083°N,1.7102778°E   |      |
| Grevoler de Vilamala I       | Vilamantells | 42° 7′ 43.76″ N, 1° 32′ 57.69″ E / 42.1288222°N,1.5493583°E   |      |
| Grevoler de Vilamala II      | Vilamantells | 42° 7′ 32.64″ N, 1° 33′ 9.313″ E / 42.1257333°N,1.55258694°E  |      |
| Pi de les Feixes             | Vilamantells | 42° 8′ 39.14″ N, 1° 32′ 43.66″ E / 42.1442056°N,1.5454611°E   |      |
| Pi rajolet de Vilamala       | Vilamantells | 42° 7′ 43.75″ N, 1° 32′ 57.69″ E / 42.1288194°N,1.5493583°E   |      |
| Prunera de Sòbol             | Vilamantells | 42° 7′ 3.404″ N, 1° 33′ 54.61″ E / 42.11761222°N,1.5651694°E  |      |
| Roure de Bancells            | Sisquer      | 42° 7′ 7.834″ N, 1° 42′ 7.968″ E / 42.11884278°N,1.70221333°E |      |
| Roure de Sant Martí          | La Corriu    | 42° 9′ 5.763″ N, 1° 39′ 16.91″ E / 42.15160083°N,1.6546972°E  |      |
| Roure del Mosoll             | La Corriu    | 42° 9′ 14.16″ N, 1° 39′ 8.874″ E / 42.1539333°N,1.65246500°E  |      |
| Til·ler de Vilamala          | Vilamantells |                                                               |      |

## Patrimoni immaterial

### Manifestacions festives
| Denominació                       | Nucli        | Coordenades | Foto |
| --------------------------------- | ------------ | ----------- | ---- |
| 1r diumenge d'agost a Castelltort | Castelltort  |             |      |
| 15 d'agost a Castelltort          | Castelltort  |             |      |
| 8 de maig a Vilamantells          | Vilamantells |             |      |